# Lassas
Lassas (fi. Lassila) är en stadsdel och en del av Haga distrikt i Helsingfors stad. 
Största delen av Lassas består av småhusbebyggelse, medan man kring järnvägsstationen Norra Haga på Mårtensdalsbanan byggt höghus med affärer, service och kontor. I stadsdelen finns Lassas idrottspark.

## Historia
För områdets historia före 1946, se historieavsnittet i artikeln om Haga. 

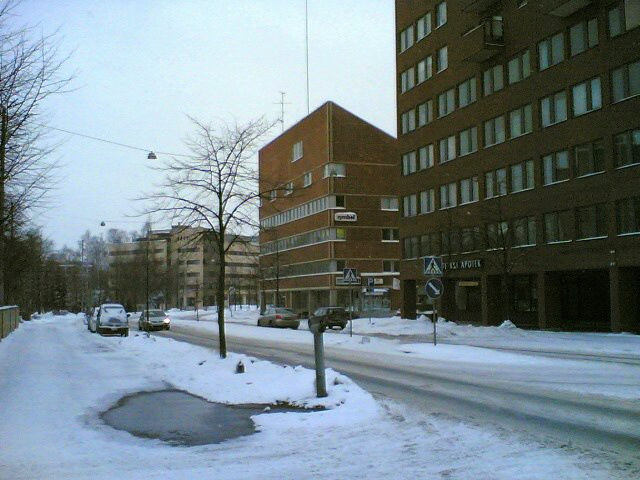
Lassas kring stationen
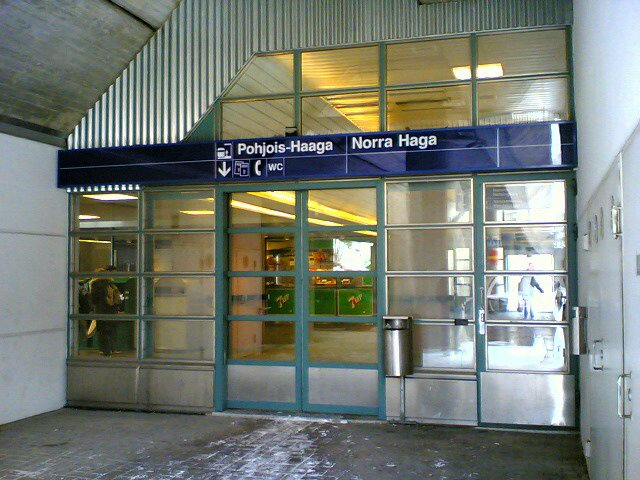
Norra Haga station i Lassas